# Makalata rhipidura
Makalata rhipidura là một loài động vật có vú trong họ Echimyidae, bộ Gặm nhấm. Loài này được Thomas mô tả năm 1928.